# Stift Sankt Peter

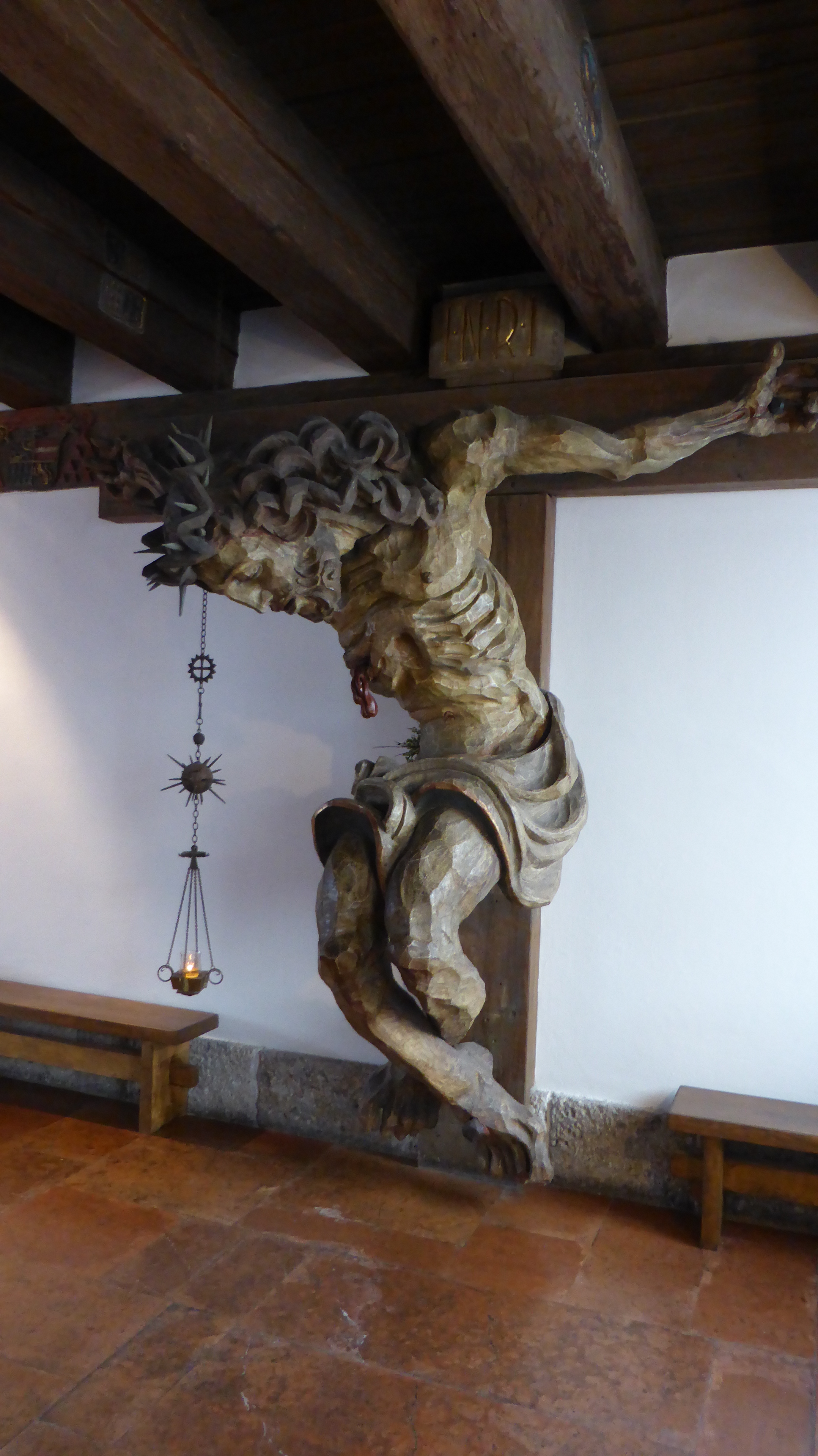
Christusbeeld uit 1925 in het gebouw van het St. Benedict College door Jacob Adlhart

De Sint- Pietersabdij, tevens de Aartsabdij van Sint-Pieter (lat. Archiabbatia sancti Petri Salisburgensis) in Salzburg, is het oudste nog bestaande klooster van de Oostenrijkse Benedictijnse congregatie en in het Duitstalige gebied in het algemeen. De monniken leven volgens de benedictijnse regel.
Sint-Pieter in Salzburg werd besteld door St. Rupert opgericht of nieuw leven ingeblazen in 696 voor de missie in de Zuidoost-Alpen. Vondsten van muurresten onder het altaar van de huidige collegiale kerk, die dateren uit de vijfde eeuw, wijzen erop dat al ten tijde van St. Severin op dit punt een eerste kerkgebouw stond, waarschijnlijk gebouwd door een kleine Romaanse kloostergemeenschap en uitgebreid door Rupert. Tot 987 was het ambt van bisschop van Salzburg via personele unie verbonden met dat van de abt, maar Sint-Pieter was de residentie van de aartsbisschop tot 1110, ondanks de scheiding van de twee kantoren in het jaar 987.
In de Middeleeuwen was de Sint-Pietersabdij bekend om zijn centrale ligging, uitgestrekte landgoederen en uitstekende Sint-Pieter-school. Het is ook het moederklooster van de benedictijnenabdij Admont in Stiermarken. In 1074 stuurde Sint-Pieter twaalf monniken naar Admont om aldaar een kloosterleven te beginnen. Het vrouwenklooster van de "Petersfrauen" vormde van 1130 tot 1583 een dubbelklooster met St. Peter. In de 15de eeuw sloot het klooster zich aan bij het uit Melk komende hervormingsproces ("Melker Klosterreform"). In 1622 richtte aartsbisschop Paris von Lodron de Benedictijnse Universiteit van Salzburg op, die qua ruimte en personeel nauw verbonden was met het klooster, totdat de universiteit in 1810 werd opgeheven. Veel van de universiteitsprofessoren waren benedictijnse monniken van St. Peter.
In 1926 werd het voorbereidende college, het College van St. Benedictus, opgericht. Tijdens het nationaalsocialistische regime werden de monniken verdreven, maar het klooster werd niet in het geheel gesloten. De monniken keerden na de oorlog terug.
In januari 2013 verkoos het klooster van de abdij prior Korbinian Birnbacher als de nieuwe aartsabt van St. Peter. Hij ontving op 21 april 2013 in de kapittelkerk de zegen van de abt door de aartsbisschop van Salzburg. Hij is ook voorzitter van de Oostenrijkse Ordeconferentie, waarin de 106 vrouwen- en 86 mannenorden van het land zijn georganiseerd.
Het klooster heeft momenteel 22 monniken (per september 2020).